# Yutaro Yanagi
Yutaro Yanagi (født 26. juni 1995) er en japansk fodboldspiller, som spiller for den japanske fodboldklub YSCC Yokohama.